# 1703

## Esdeveniments
Països Catalans
Resta del món
- 27 de maig - El Tsar Pere el Gran funda la ciutat de Sant Petersburg.
- 30 de juny - Ekeren (Anvers, Flandes) - l'exèrcit borbònic venç contra els austriacistes en la batalla d'Ekeren a la guerra de Successió Espanyola.
- 20 de setembre - Höchstädt (Baviera, Alemanya): les tropes franco-bàvares guanyen als austriacistes en la batalla de Höchstädt en el curs de la Guerra de Successió Espanyola.
- 30 de novembre - Londres:Isaac Newton és elegit president de la Royal Society i reelegit cada any fins a la seva mort (1727).

## Naixements
Països Catalans
Resta del món
- 17 de juny, Epworth, Anglaterra: John Wesley, fundador del Metodisme (m. 1791).[1]
- 29 de setembre, París: François Boucher, pintor francès. (m. 1770)
- 5 d'octubre - East Windsor, Connecticut (EUA): Jonathan Edwards, teòleg i filòsof (m. 1758).[2]

## Necrològiques
Països Catalans
Resta del món
- 3 de març - Londres (Anglaterra): Robert Hooke, físic i astrònom anglès (n. 1635).[3]
- 16 de maig - París: Charles Perrault, escriptor francès (n. 1628).[4]
- 31 de març - Eisenach, Alemanya: Johann Christoph Bach I, organista i compositor (familiar de Johann Sebastian Bach) (n. 1642)
- 28 d'octubre - Oxford, Anglaterra: John Wallis, matemàtic anglès més influent del segle xvii abans de Newton (n. 1616).[5]